# Batalla de Bovianum
La batalla de Bovianum va tenir lloc l'any 305 aC entre la República Romana, sota comandament dels cònsols Luci Postumi Megel I i Tiberi Minuci Augurí, i els samnites, al comandament de Gel·li Estaci. El resultat va ser una victòria decisiva romana que va posar fi a la Segona Guerra Samnita.
El resultat de la Batalla de Bovianum va fer que minvés la moral dels samnites, els quals, incapaços de continuar la guerra, van ser obligats a acceptar els termes dictats per Roma. Els romans van provar amb aquesta victòria la major força que tenien sobre els samnites des del 314 aC, conduint a demanar la pau amb termes cada vegada menys generosos. El 304 aC els romans s'havien annexionat amb efectivitat un gran territori en detriment dels samnites, fundant nombroses colònies.